# Exterminate
「Exterminate」（エクスターミネイト）は、水樹奈々の楽曲。水樹が作詞、上松範康が作曲を手掛けた。水樹の33枚目のシングルとして、2015年7月22日にキングレコードから発売された。

## 音楽性
本曲は、テレビアニメ『戦姫絶唱シンフォギアGX』のオープニングテーマに起用されており、水樹曰く「熱さと鋭さを融合させた」デジタルハードロック調の曲に仕上がっており、曲調も交響曲的なシンフォギア国歌をイメージして制作されたという。そのため響の拳を使っての動きを重低音で表現したり、翼、切歌、調の動きをシンセサイザーなどの電子音で表現している他、クリスのマシンガンも畳み掛けるようなメロディで表現されている。作詞時はシナリオがショッキングな内容であったため、これと作中の世界観の両立に難儀を極めたため制作には1週間以上要したという。
タイトルは「殲滅（せんめつ）する」を意味しており、PVにおいても、廃墟の中でワンピースで佇む水樹と男装した水樹が鏡の中で歌っている。ちなみにタイトルはレコーディングした日に決まった。
水樹は同曲で音楽番組「ミュージックステーション」に初出演した。同番組に声優アーティストが出演するのは椎名へきる以来2人目の快挙である。

## シングルリリース
2015年7月22日にキングレコードから発売された。水樹のシングルとしては前作「Angel Blossom」以来3か月ぶりのリリースとなる。
2曲目「ブランブル」は、iOS/Androidゲーム『THE TOWER OF PRINCESS』の主題歌に起用された。バラのような女性の美しさを描いている。
3曲目「It's Only Brave」は、愛媛朝日テレビ『白球青春2015 めざせ!甲子園 第97回全国高校野球選手権愛媛大会』のエンディングテーマに起用された。

## シングル収録内容
| #         | タイトル            | 作詞           | 作曲           | 編曲      | 時間  |
| --------- | ------------------- | -------------- | -------------- | --------- | ----- |
| 1.        | 「Exterminate」     | 水樹奈々       | 上松範康       | 藤間仁    | 4:04  |
| 2.        | 「ブランブル」      | 水樹奈々       | 加藤裕介       | 加藤裕介  | 3:49  |
| 3.        | 「It's Only Brave」 | オオヤギヒロオ | オオヤギヒロオ | 山下洋介  | 4:28  |
| 合計時間: | 合計時間:           | 合計時間:      | 合計時間:      | 合計時間: | 12:22 |

## チャート
| チャート（2015年）            | 最高位 |
| ----------------------------- | ------ |
| オリコン                      | 3      |
| Billboard Japan Hot 100       | 2      |
| Billboard Japan Hot Animation | 1      |

## 収録作品
| 曲名        | アルバム              | 発売日         | 備考                   |
| ----------- | --------------------- | -------------- | ---------------------- |
| Exterminate | 『SMASHING ANTHEMS 』 | 2015年11月11日 | 11thオリジナルアルバム |
| Exterminate | 『THE MUSEUM III』    | 2018年1月10日  | 3rdベストアルバム      |

### DVD、Blu-ray Disc
| 発売日          | タイトル                                         | 備考                                                      |
| Exterminate     | Exterminate                                      | Exterminate                                               |
| --------------- | ------------------------------------------------ | --------------------------------------------------------- |
| 2016年1月21日   | NANA MIZUKI LIVE ADVENTURE                       | 16作目のライブ・ビデオ。                                  |
| 2016年4月6日    | NANA CLIPS 7                                     | 7作目のミュージッククリップ。                             |
| 2016年9月14日   | NANA MIZUKI LIVE GALAXY                          | 17作目のライブ・ビデオ。                                  |
| ブランブル      |                                                  |                                                           |
| 2016年4月6日    | NANA CLIPS 7                                     | 国立代々木競技場第一体育館座長公演“水樹奈々大いに唄う 四” |
| It's Only Brave |                                                  |                                                           |
| 2016年1月21日   | NANA MIZUKI LIVE ADVENTURE                       | 16作目のライブ・ビデオ。                                  |
| 2017年3月8日    | NANA MIZUKI LIVE PARK×MTV Unplugged: Nana Mizuki | 18作目のライブ・ビデオ。                                  |

## 他のアーティストよるカバー
- Mary's Blood - 2020年8月26日発売のアニソンカバーアルバム『Re>Animator』に収録[11][12]。